# Liccetti
I Liccetti sono una tecnica tessile. Sono così chiamati in quanto licci a metà, collegati a certi gruppi di fili d'ordito, che abbassano in base al disegno che si vuole creare.

## Storia
I primi disegni ornamentali su tessuto venivano eseguiti con la tecnica dei liccetti ai bordi delle tele, la cui altezza si adeguava alla dimensione dei telai manuali allora in uso, adeguate alla larghezza dei tavoli lunghi e stretti tipici del medioevo, utilizzate come tovaglie d'altare. 
I disegni venivano impostati o programmati sul telaio mediante una serie di cordicelle (licci) aventi la funzione di permettere l'abbassamento simultaneo di una serie di fili d'ordito corrispondenti al motivo decorativo da realizzare. 
L'esistenza in Italia di questo procedimento tessile è documentato ampiamente nei dipinti degli artisti del ‘300-'400 (Giotto, Leonardo, Perugino, Ghirlandaio, Antonio da Fabriano, negli affreschi presenti all'interno della Basilica di S. Nicola a Tolentino dell'anonimo artista che la critica designa quale Maestro di Tolentino, Giovanni di Piermatteo Boccati in Urbino), ma si è conservato fino ad oggi esclusivamente nel territorio marchigiano. 
Sviluppatasi nell'Appennino Umbro-Marchigiano, per secoli viene praticata all'interno dei conventi per la produzione di tovagliati la cui iconografia presenta elementi d'ispirazione naturalistica. 
Un esempio molto significativo possiamo trovarlo, ai due lati della tovaglia raffigurata nel famosissimo affresco dell'Ultima cena di Leonardo Da Vinci esposta in S. Maria delle Grazie a Milano. 
Liste decorative a " liccetti” si trovano in altre celebri opere pittoriche quali:
- l'altro “Cenacolo” di Leonardo (Parigi, Louvre)
- l'Ultima cena di Duccio da Boninsegna (Siena, Museo dell'Opera del Duomo)
- le Nozze di Cana di Giotto (Padova, Cappella degli Scrovegni)
- la Nascita della Vergine di Pietro Lorenzetti (Siena, Museo dell'Opera del Duomo)
- la Lavanda dei piedi di Pietro Lorenzetti (Assisi, chiesa inferiore di S. Francesco)
- la Beata Umiltà di Pietro Lorenzetti (Firenze, Uffizi)
- il Crocifisso di Antonio Da Fabriano (Matelica, Museo Piersanti)
- l'Ultima Cena di Domenico Ghirlandaio (Firenze, Museo S. Marco)
- il Cenacolo del Ghirlandaio (Firenze, Convento di Ognissanti)
- l'Istituzione dell'eucaristia del Beato Angelico (Firenze, Museo S. Marco),
- La morte del Cavaliere di Celano di Giotto (Chiesa superiore di S. Francesco in Assisi)
- La messa miracolosa di Simone Martini (Chiesa inferiore di S. Francesco in Assisi).

Nel tardo Rinascimento si andarono perdendo i valori espressi dall'ornamento e le raffigurazioni si fecero sempre più descrittive, lasciarono il posto alla tessitura di più complessi e preziosi damaschi e broccati di seta.

## Tecnica
La tecnica dei “liccetti” è regolamentata dall'adozione del disciplinare di produzione della tessitura a mano da parte della Regione Marche nella Provincia di Macerata e nel territorio del G.A.L. Sibilla.